# Nathan Rothschild, 1. Baron Rothschild

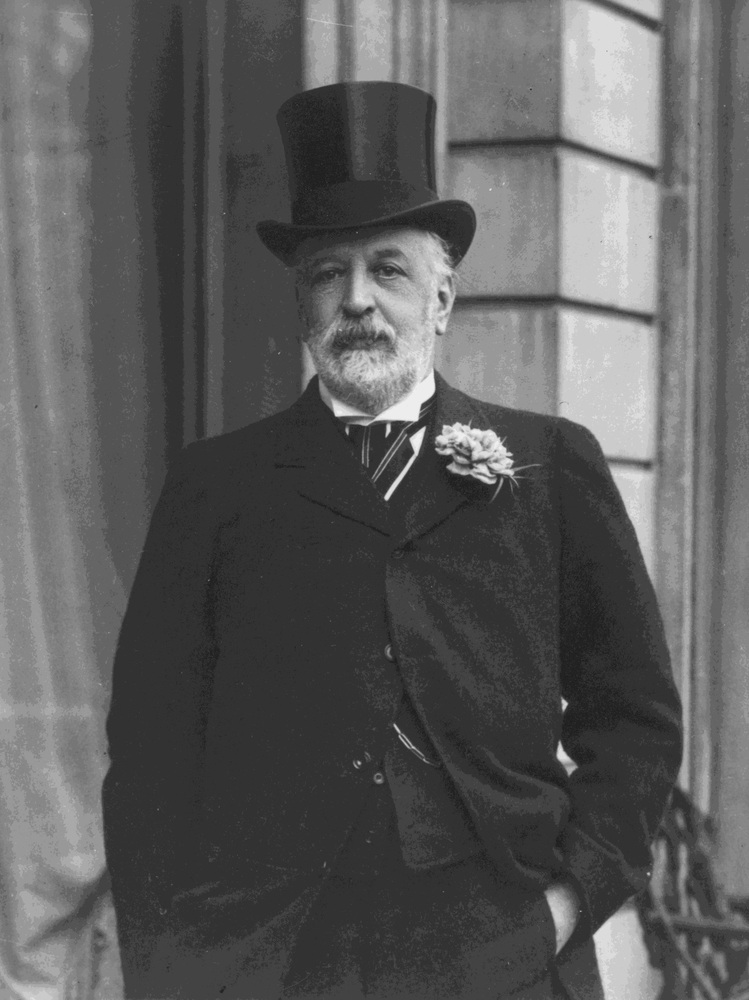
Nathan Mayer Rothschild, 1. Baron Rothschild

Nathan Mayer Rothschild, 1. Baron Rothschild, genannt Natty, (* 8. November 1840 in London; † 31. März 1915 ebenda) war ein britischer Politiker und Bankier der dritten Generation der Nachfahren Mayer Amschel Rothschilds. 
Nathan Rothschild besuchte das Trinity College (Cambridge) ohne Abschluss und gehörte zum Freundeskreis des Prince of Wales, des späteren König Eduard VII.

## Familie
Am 16. April 1867 heiratete er mit Emma Louise von Rothschild (1844–1935) seine Frankfurter Cousine und Tochter von Mayer Carl von Rothschild sowie Louise von Rothschild. Sie bekamen folgende Kinder
- Lionel Walter Rothschild, 2. Baron Rothschild (1868–1937), Bankier und Zoologe
- Charlotte Louisa Adela Evelina Rothschild (1873–1947), ⚭ 1899 Major Clive Behrens
- (Nathaniel) Charles Rothschild (1877–1923), ⚭ 1907 Rozsiko von Wertheimstein; verübte 1923 Selbstmord

## Adel
Von seinem Vater Lionel Nathan Rothschild (1808–1879) erbte er den österreichischen Freiherrentitel Baron de Rothschild, der 1822 seinem Großvater Nathan Mayer Rothschild (1777–1836) verliehen worden war.
Beim Tod seines Onkels Anthony de Rothschild (1810–1876) erbte er den britischen Titel Baronet, of Grosvenor-place in the County of Middlesex, der diesem 1847 mit einer entsprechenden Erbregelung zugunsten seiner Neffen verliehen worden war.
Am 29. Juni 1885 wurde ihm die erbliche britische Peerswürde eines Baron Rothschild verliehen und erhielt dadurch einen Sitz im House of Lords. Nathan Mayer Rothschild war das erste jüdische Mitglied des britischen Oberhauses; im Gegensatz zu Benjamin Disraeli war er nicht zum Christentum übergetreten.

## Bankier
Nathan Mayer Rothschild trat in die Bank seines Großvaters Nathan Mayer Rothschild (1777–1836), „N M Rothschild & Sons“, ein und wurde nach dem Tod des Vaters 1879 selbst deren Inhaber. Er vergab Risikokapital an private Unternehmen und Kredite an die Regierungen der USA, Russlands und Österreichs. Die russische Anleihe des Großvaters von 1822, die bis 1917 gültig war, gilt als erste europäische Anleihe, da sie in den jeweiligen Länderwährungen in London, Frankfurt, Paris, Wien und St. Petersburg gewechselt und deren Dividende dort kassiert werden konnte.
Über die Finanzbeteiligung der Rothschilds am Sueskanal befreundete sich der Baron mit Benjamin Disraeli.
Der Baron finanzierte Cecil Rhodes bei dessen Entwicklung der Britischen Südafrika-Gesellschaft und De Beers. Nach dessen Tod 1902 verwaltete er das Vermögen und begründete damit das Rhodes-Stipendium an der University of Oxford.
Am 22. August 1902 wurde er als Knight Grand Cross in den Royal Victorian Order aufgenommen.

## Abgeordneter und Glauben
Von 1865 bis 1889 war er Abgeordneter des House of Commons. Der Baron war die treibende Kraft hinter der Abspaltung der Liberalen Unionisten von der Liberal Party 1886.
Fast 40 Jahre, zwischen 1877 und 1915, stand er als Präsident der United Synagogue vor, die sich an Tora und Halacha orientiert. Er finanzierte privat die Ausreise von Mendel Beilis nach der Beilis-Affäre von 1913 aus dem russischen Zarenreich. Sein Sohn Walter Rothschild nahm als konservativer Abgeordneter 1917 von Arthur Balfour die sogenannte Balfour-Deklaration entgegen, die der Gründung des Staates Israels vorausging.